# 《新青年》编辑部旧址
31°13′17″N 121°27′51″E / 31.22125°N 121.46412°E
中国共产党发起组成立地（《新青年》编辑部）旧址，也称陈独秀旧居，位于中华人民共和国上海市黄浦区南昌路100弄（原环龙路老渔阳里）2号。它是一幢一楼一底的老式石库门住宅，曾是陈独秀的旧居，也短暂作为《新青年》编辑部办公地以及中国共产党发起组成立地和中共中央局办公地。
1980年，此处旧址以《新青年》编辑部旧址之名，被上海市人民政府定为第二批上海市文物保护单位。2020年8月13日，上海市人民政府办公厅下发通知，同意市文化旅游局将之更名为中共中央政治局机关旧址（1928-1931年）。

## 沿革
旧址原是安徽都督柏文蔚的寓所。1919年5月，陈独秀在北京被拘捕，出狱后活动受到监视，他委托到上海准备去法国勤工俭学的许德珩在上海寻找房子；许德珩最终接洽好上海法租界的环龙路老渔阳里2号的房子。1920年初，陈独秀抵达上海，对房屋选址满意，于是正式租下、在此处居住，《新青年》编辑部也随迁于此。
1920年3月，共产国际代表魏金斯基来华，考察中国革命运动的实况和帮助筹建中国共产党。他经李大钊介绍到上海会见陈独秀，在此地商讨筹建中国共产党的问题。5月，毛泽东来上海，曾到这里拜访陈独秀，讨论马克思主义和湖南改造等问题。6月，陈独秀与李汉俊、俞秀松、施存统、陈公培在此开会，成立上海共产主义小组，这是中国第一个共产党组织（陈独秀负责，成员有李汉俊、沈玄庐、戴季陶、陈望道、施存统、杨明斋、俞秀松、沈雁冰、邵力子、李震瀛、李启汉、沈泽民、李达、周佛海十四人，后戴季陶、张东荪陆续退出）。成员们经常在这里开会，并通过写信联系、派人指导或具体组织等方式，推动中国各地共产党早期组织的建立。与此同时，《新青年》改为上海共产主义小组的机关刊物。1920年底，陈独秀前往广州担任广东省教育委员会委员长，《新青年》交由陈望道负责，沈雁冰、李达、李汉俊在此参加编辑工作。同年11月7日，在此创办了《共产党》月刊，由李达住在楼上亭子间里编辑。
中国共产党第一次全国代表大会召开后，中国共产党中央局机关在此办公。1921年9月，陈独秀辞去广东全省教育委员会委员长职位，从广州返回上海主持中央局工作，与李达、张国焘经常在此会面。由于《新青年》经常发表介绍和宣传俄国十月革命、马克思主义的文章，引起了上海法租界的注意。1921年10月，陈独秀在这里被法租界巡捕房拘捕，高君曼、包惠僧、杨明斋、柯庆施、邵力子等人在场，也一同被捕。共产国际马林、张太雷展开营救，李达为此电请孙中山设法营救。孙中山关照广东省银行电嘱上海中华银行代解银元一千元，以供保释陈独秀。并由上海法学院院长褚辅成、张继等出面保释。10月6日，所有同案人员释放。10月26日，法租界当局以所谓“违背禁令”，出售《新青年》之罪名，罚款100元。
1922年8月9日上午11时，法租界巡捕房探目长戴纳会同督察员黄金荣、华探目程子卿、李友生，包探曹义卿等，再次突击搜查老渔阳里2号陈独秀寓所，陈独秀被捕，后经营救。8月18日，经公堂判决罚洋400元，将陈独秀释放。在此之后，中央局机关和陈独秀从这里转移别处。
1951年，《新青年》编辑部旧址经陈望道等勘查确认。1952年，旧址修复，并曾作为上海革命历史纪念馆第二馆对内部开放。1955年初，经中共中央宣传部指示旧址停止接待参观，之后旧址由文化局交下属单位作宿舍使用。1959年5月26日和1980年8月26日，旧址两次被公布为上海市文物保护单位，之后改为居民住宅。2020年7月1日前夕，《新青年》编辑部旧址對外開放。8月13日，更名為中国共产党发起组成立地（《新青年》编辑部）旧址。2024年5月30日，《新青年》编辑部旧址实施展陈调整，暫停開放。6月24日，《新青年》编辑部旧址重新對外開放。

## 建筑
老渔阳里2号是一幢一楼一底的老式石库门住宅，砖木结构、坐北朝南。陈独秀以教授身份住在二楼厢房，卧室兼主编《新青年》的工作室，房里放着一张书桌、一只红木衣橱，靠墙的书架上放满了书籍，大铜床挂白帐子。楼下客堂则是会客大厅，此外还有一个装杂物的亭子间。

## 相关
- 上海共产主义小组
- 中国社会主义青年团中央机关旧址（向北走100米）
- 中华职业教育社（向东走50米）